# Corydalis variicolor
Corydalis variicolor là một loài thực vật có hoa trong họ Anh túc. Loài này được C.Y.Wu mô tả khoa học đầu tiên năm 1983.